# Baixador de Vallvidrera
El Baixador de Vallvidrera és una estació de la xarxa de Ferrocarrils de la Generalitat de Catalunya (FGC) que pertany a les línies suburbanes S1 i S2 de la línia Barcelona-Vallès, situada al districte de Sarrià - Sant Gervasi de Barcelona.
L'estació està formada per dues vies amb dues andanes laterals.
L'any 2016 va registrar l'entrada de 423.704 passatgers.

## Serveis ferroviaris
| Línia Barcelona-Vallès de FGC |                   |                        |            |                         |
| Procedència/Destinació        | <                 | Línia                  | >          | Procedència/Destinació  |
| Barcelona - Pl. Catalunya     | Peu del Funicular |                        | Les Planes | Terrassa Nacions Unides |
| Barcelona - Pl. Catalunya     | Peu del Funicular | Sabadell Parc del Nord | Les Planes |                         |

## Galeria d'imatges

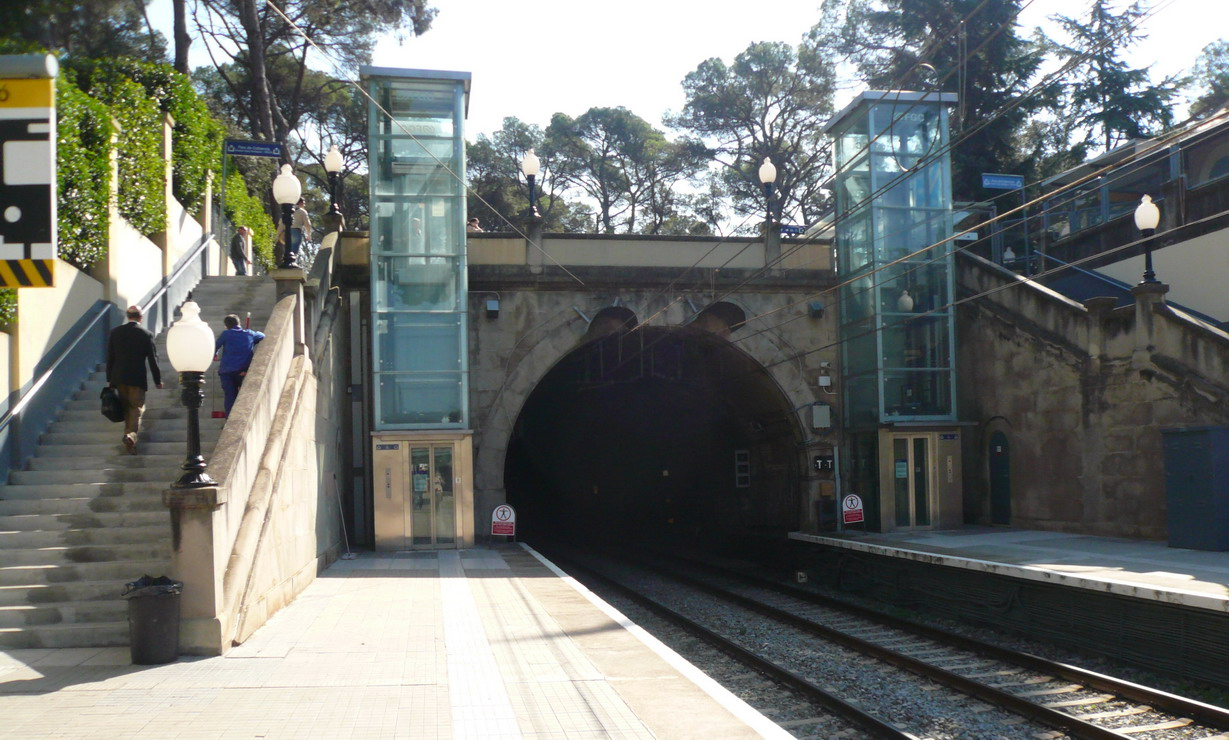
L'estació se situa a la sortida del túnel que travessa la serra de Collserola per sota de Vallvidrera
Unitat 112 amb servei S2 Sabadell
Unitat 113 amb servei S1 Barcelona